# Incendio de la bóveda de MGM de 1965
El incendio de la bóveda de MGM de 1965 fue un incendio que estalló en la Bóveda 7, una instalación de almacenamiento en el estudio de Metro-Goldwyn-Mayer (MGM) (ahora Sony Pictures Studios) en Culver City, California, Estados Unidos en 1965. Fue causado por un cortocircuito eléctrico que encendió explosivamente las películas de nitrato de celulosa almacenadas. Según los informes, la explosión inicial mató al menos a una persona, y el incendio resultante destruyó todo el contenido de la bóveda, copias archivadas de películas mudas y películas sonoras tempranas producidas por MGM y sus predecesores. Como resultado, las únicas copias conocidas de cientos de películas fueron destruidas.

## Antecedentes
Las bóvedas de almacenamiento, ubicadas en el lote 3, se extendieron para evitar que el fuego se propague entre las bóvedas. El gerente del estudio, Roger Mayer, describió las bóvedas como «casas de literas de concreto» y declaró que en ese momento se consideraba como «buen almacenamiento porque [las películas] no podían ser robadas». Las bóvedas no estaban equipadas con sistemas de rociadores y solo tenían un pequeño ventilador en el techo para ventilación. A pesar de esto, Mayer declaró que creía que un sistema de rociadores habría hecho poca diferencia porque «la cantidad [que el estudio] perdió por el incendio fue mínima».
A diferencia de la mayoría de los estudios importantes, MGM buscó preservar sus primeras producciones, la de sus predecesoras Metro Pictures, Goldwyn Pictures y Louis B. Mayer Productions, e impresiones de películas compradas por valor de rehacerlas. El estudio no participó en la práctica común de destrucción intencional de su catálogo e incluso buscó preservar películas de poco valor comercial aparente. Desde la década de 1930, MGM dio impresiones y negativos de sus películas mudas a archivos de películas, predominantemente George Eastman House, y a principios de la década de 1960, comenzó un programa de preservación dirigido por Mayer para transferir impresiones de películas hechas de nitrato de celulosa a películas hechas del más seguro acetato de celulosa.

## Incendio
Un cortocircuito eléctrico encendió explosivamente las películas de nitrato de celulosa almacenadas en la Bóveda 7 ubicada en el Lote 3. La explosión inicial se escuchó en los Lotes 1 y 2, según lo relatado por Rudy Behlmer, quien estaba caminando entre ellos en ese momento. El ejecutivo Roger Mayer declaró que al menos una persona murió en la explosión. El incendio resultante destruyó todo el contenido de la bóveda.
Debido a los esfuerzos concertados previos de MGM para preservar su catálogo de películas mudas y tempranas películas sonoras, el incendio no resultó en la pérdida total o casi total de su biblioteca. A pesar del incendio, el 68% de las películas mudas producidas por MGM sobreviven, la tasa más alta de cualquier estudio importante. Sin embargo, el incendio destruyó las únicas copias conocidas de numerosas películas mudas, incluidas A Blind Bargain y London After Midnight, ambas de Lon Chaney y la última habiéndose vuelto muy solicitada, y The Divine Woman de Greta Garbo.